# Nangnangnangnang
"Nangnangnangnang" é o primeiro episódio da décima primeira temporada de Two and a Half Men. Nessa temporada marca a estréia da atriz Amber Tamblyn na série, interpretando Jenny Harper, filha bastarda de Charlie Harper (Charlie Sheen).

## Sinopse
Interpretada por Amber Tamblyn (House), Jenny chega em Los Angeles em busca de uma carreira como atriz. Ela então decide procurar seu pai biológico, Charlie, o que a leva a bater na porta de Alan e Walden. Embora nunca tenham se conhecido, Jenny e Charlie são muito parecidos. Tendo os mesmos gostos do pai, incluindo a preferência por mulheres, ela passa a fazer parte da família Harper. O contrato da atriz estabelece sua participação em cinco episódios da temporada, podendo se estender. A intenção é torná-la uma personagem recorrente. Esta é a primeira sitcom da atriz que, além de ter passado por House, também estrelou a série Joan of Arcadia.

## Produção
A 11ª temporada de Two and a Half Men teve uma grande mudança na sua sequência de abertura já que, pela primeira vez, Angus T. Jones não participou das gravações. Ele não voltaria como parte do elenco regular na nova temporada. Em 2 de Outubro de 2013, foi anunciado oficialmente que Amber Tamblyn tinha sido escalada para o elenco principal após a exibição do primeiro episódio.

## Repercussão
O episódio foi visto por 13,91 milhões de pessoas, tendo uma menor audiência do que o primeiro episódio da décima temporada.